# Tonkawa (jezik)
Jezik Tonkawa (ISO 639-3: tqw), izumrli indijanski jezik , ki ga nekateri uvrščajo v družino Tonkawa, drugi pa v družino Coahuiltecan. Danes velja, da je jezikovni izolat. Nekoč ga je govorilo pleme Tonkawa, katerega potomci zdaj živijo v Oklahomi kot Tonkawa in v Teksasu kot Titskanwatitch.
Danes med 90 preživelimi ljudmi Tonkawa v severno-osrednji Oklahomi ni maternih govorcev, etnična skupina pa govori angleško. Nekaj ljudi obvlada tonkawščino kot drugi jezik, obstajajo pa poskusi revitalizacije jezika.